# Publije Kornelije Lentul Sura
Publije Kornelije Lentul Sura (114. pr. Kr. – 5. prosinca 63. pr. Kr.) bio je jedan od glavnih sudionika u Katilininoj uroti. Također je bio očuh budućeg trijumvira Marka Antonija.

## Životopis
Kad ga je Sula (kojem je bio kvestor 81. pr. Kr.) optužio za rasipanje javnog novca, odbio je dati bilo kakav račun te je drsko ispružio list noge (sura) na kojem su bili dječaci kažnjavani zbog grešaka u igranju lopte, slično udarcu po ruci. Bio je pretor 75. pr. Kr., guverner Sicilije 74. pr. Kr., i konzul 71. pr. Kr.
Godine 70. pr. Kr. je bio jedan od brojnih senatora protjeranih iz senata zbog nemorala (kasnije je ponovno primljen). U 63. pr. Kr., ubrzo nakon izbora za pretora, pridružio se Katilini. Oslanjajući se na sibilinsko proročanstvo da bi tri Kornelija trebala biti vladarima Rimljanima, Lentul se smatrao predodređenim nasljednikom Lucija Kornelija Sule i Lucija Kornelija Kine. Kad je Katilina napustio Rim nakon drugog Ciceronova govora, Lentul je zauzeo mjesto glavnog urotnika u gradu. Obvezao se ubiti Cicerona i zapaliti Rim, ali urota je propala zbog njegove plahosti i nesmotrenosti.
Saznavši da su veleposlanici Alobrožani bili u Rimu i podnijeli pritužbu na njihovo ugnjetavanje od rimskih provincijskih namjesnika, Lentul im je napravio uvertire s ciljem dobivanja oružane pomoći. Pretvarajući se da dijele njegove stavove, veleposlanici su pribavili pismeni sporazum koji su potpisali glavni urotnici i obavijestili Q. Fabija Sangu, njihovog "zaštitnika" u Rimu, koji je pak obavijestio Cicerona.
Urotnici su uhićeni i prisiljeni priznati svoju krivnju. Lentul je bio prisiljen odustati od svoje pretorije, a kako se bojalo da bi mogao biti pokušaj njegovog spašavanja, ubijen je u Tullianumu 5. prosinca 63. pr. Kr., zajedno s ostalim senatorskim pristašama Katiline.
Legitimitet tih ubojstava, koja su izvršena na osobno zapovjedništvo konzula i bez sudskog postupka, bio je osporen. Ciceron je tvrdio da su njegovi postupci bili zakoniti prema Senatus consultum ultimum, ali je prognan 58. pr. Kr. nakon što je pučki tribun Publije Klodije Pulher, Ciceronov ogorčeni neprijatelj, donio zakon o zabrani izvansudskih ubojstava rimskih građana, a zatim optužio Cicerona da ga je prekršio. To je primjer zakona ex post facto, no opozvan je sljedeće godine glasanjem senata.
Ciceron je imao razloga žaliti zbog svojih postupaka, jer je njegovo postupanje s Lentulom bio jedan od razloga zašto je Marko Antonije, Lentulov posinak, kasnije zahtijevao Ciceronovo pogubljenje kao uvjet njegovog pristupanja Drugom trijumviratu.